# Дерби Каунти
«Де́рби Ка́унти» (полное название — Футбольный клуб «Де́рби Ка́унти»; англ. Derby County FC; английское произношение: [ˈdɑːrbi ˈkaʊnti 'futbɔ:l klʌb]) — английский профессиональный футбольный клуб из города Дерби в графстве Дербишир. Двукратный чемпион Англии по футболу (в сезонах 1971/72 и 1974/75), обладатель Кубка Англии (1946) и Суперкубка Англии (1975). Клуб является одним из 12 клубов-основателей Футбольной лиги Англии (в сезоне 1888/89).
Выступает в Чемпионшипе, втором по значимости дивизионе в системе футбольных лиг Англии.

## История клуба
Футбольный клуб «Дерби Каунти» был создан в 1884 году как ответвление Дербиширского крикетного клуба в попытке обеспечить игрокам и болельщикам интерес во время зимнего периода, а также обеспечить крикетному клубу дополнительный доход. Вскоре клуб стал одним из учредителей футбольной лиги в 1888 году. Первый матч «Дерби» в лиге был на выезде с «Болтоном» и закончился 6:3 в пользу гостей.
В 1895 году «Дерби» переехал на стадион «Бейсбол Граунд», который был назван так в честь любимого вида спорта тогда занимавшего должность президента команды Френсиса Лея. Этот стадион являлся частью успеха «Дерби» на протяжении 102 лет. Его трибуны находились очень близко к полю, поэтому шум, создаваемый болельщиками во время матча, подавляюще влиял на приезжие команды.
За период с 1895 по 1909 гг. «Дерби Каунти» восемь раз выходил в полуфинал Кубка Англии, при этом три раза выходил в финал, но проигрывал клубам «Ноттингем Форест», «Шеффилд Юнайтед» и «Бери». В чемпионате же лучшим результатом за тот период было 2-е место. Легендой клуба в те годы был Стивен Блумер, который сыграл 525 матчей за клуб и забил 332 гола, что до сих пор является клубным рекордом.
До Второй мировой войны лучшим результатом команды был выход в полуфинал Кубка Англии в 1939 году.
В 1946 году, в первый сезон после перерыва, связанного с войной, «Дерби Каунти» выиграли Кубок Англии. В финале команда обыграла «Чарльтон» со счётом 4:1 в дополнительное время.
После этого команда опустилась вниз, и в 50-е и 60-е гг. перемещалась между вторым и третьим дивизионами. В 1969 году команда вернулась в первый дивизион, а через три года «Дерби Каунти» впервые выиграл чемпионат Англии, опередив на финише на одно очко «Манчестер Сити». Тренером той команды был Брайан Клаф, который принял её в 1968 году и в том же сезоне вернул «Дерби» в первый дивизион. Команда, которую создал Клаф, была очень талантлива, что позволило ей в 1975 году снова выиграть чемпионат, но уже под руководством Дейва Макая, бывшего капитана команды. Несколько игроков из той команды впоследствии стали известными тренерами — Колин Тодд, Рой Макфарлэнд, Брюс Риох и Фрэнсис Ли. Кевин Хектор установил клубный рекорд, проведя 581 игру, забив при этом 201 гол. На европейской арене команде удалось добраться до полуфинала Кубка чемпионов в 1973 году, где «Дерби» уступили «Ювентусу».
В сезоне 1976/77 «Дерби Каунти» одержал самую крупную победу в своей истории: ирландская команда «Фин Харпс» была обыграна в Кубке УЕФА со счётом 12:0.
В 80-е годы результаты команды были прямо противоположны результатам в предыдущем десятилетии. «Дерби Каунти» снова оказались в третьем дивизионе. Клуб испытывал серьёзные финансовые проблемы до тех пор, пока его не выкупил известный медиамагнат Роберт Максвелл. Тренером стал Артур Кокс, который за три сезона вывел команду обратно в первый дивизион. В 1991 году команды снова вылетела во второй дивизион, который тогда стал первым после создания Премьер-лиги. В первом дивизионе «Дерби Каунти» оставался в течение нескольких сезонов. В 1995 году команду принял Джим Смит, который в том же сезоне вернул клуб в высшее общество.
В сезоне 1996/97, первом для команды в Премьер-лиге, «Дерби Каунти» заняли 12-е место. Тот сезон ещё знаменателен тем, что он стал последним для стадиона «Бейсбол Граунд», прослужившим клубу верой и правдой 102 года. Клуб переехал на только что построенный стадион «Прайд Парк», вмещающий 30 000 человек.
В сезоне 1997/98 «Дерби» финишировал на 9-м месте, набрав 55 очков.
В сезоне 2007/08 «Дерби Каунти» заработали звание худшей команды за всю историю Премьер-лиги, закончив сезон на последнем месте с 11-ю очками.
В 2009 году команду возглавил Найджел Клаф, сын бывшего тренера «Дерби» Брайана Клафа. С этого времени команда закрепилась в Чемпионшипе как середняк.
1 октября 2013 года бывший главный тренер сборной Англии Стив Макларен занял пост главного тренера «Дерби Каунти». Контракт со специалистом был рассчитан на 2,5 года. Помощниками Макларена были назначены Пол Симпсон и тренер вратарей Эрик Стили, известный по работе в «Манчестер Юнайтед». Не доработав контракт, тренер был уволен.
1 июня 2015 года тренером был назначен Пол Клемент, команда была на пятом месте в Чемпионшипе когда тренер был уволен 8 февраля 2016 года, после всего одной победы в последних семи матчах. В тот же день тренером был назначен Даррен Вассел, проработавший до конца сезона.
27 мая 2016 года на пост тренера был назначен Найджел Пирсон, однако 27 сентября 2016 года был отстранён от клуба из-за внутренних расследований о злоупотреблении доверием и скандала с владельцем клуба Моррисоном.
12 октября 2016 года на пост тренера вновь вернулся Стив Макларен, но 12 марта следующего года был уволен после проигрыша «Брайтону» со счётом 0:3.
14 марта 2017 года на пост тренера был назначен Гарри Роуэтт, контракт был подписан сроком до конца сезона 2018/19. В сезоне 2017/18 «Дерби Каунти» добились 6-го места с 75-ю очками и получили право сыграть в плей-офф за выход в Премьер-лигу. Однако в матчах с «Фулхэмом» сыграл с общим счётом 1:2 (1:0 дома и 0:2 в гостях). По окончании этого сезона, 22 мая 2018 года тренер Гарри Роуэтт был выкуплен у клуба за компенсацию в 2 млн фунтов клубом «Сток Сити».
31 мая 2018 года на пост главного тренера был утверждён английский футболист Фрэнк Лэмпард, с которым был подписан контракт на три года.
15 января 2021 года главным тренером «Дерби Каунти» был назначен Уэйн Руни, который до этого на протяжении двух месяцев был исполняющим обязанности главного тренера команды.
В конце января 2022 года Английская футбольная лига дала клубу неделю на предоставление доказательств, что тот сможет доиграть до конца сезона при наличии финансовых проблем: клуб не мог выплатить январскую зарплату, в сезоне 2021/22 с команды было снято 21 очко, к этому моменту «Дерби Каунти» не мог подписывать контракты или предлагать их продление. Причиной проблем стал невыход команды в АПЛ через плей-офф, на что делал ставку владелец команды Мел Моррис. 27 января клубу дали дополнительный месяц.
18 апреля 2022 года, проиграв выездной поединок против «Куинз Парк Рейнджерс» в 43-м туре Чемпионшипа (0:1), команда лишилась математических шансов на сохранение прописки во втором дивизионе английского чемпионата, впервые с 1986 года выбыв в третий дивизион. Сезон 2023/24 «Дерби Каунти» закончил на втором месте в третьем дивизионе, набрав 92 очка, тем самым команда смогла вернуться в Чемпионшип.

## Достижения
- Первый дивизион Футбольной лиги
  - Чемпион (2): 1971/72, 1974/75
  - Второе место (3): 1895/96, 1929/30, 1935/36
- Второй дивизион Футбольной лиги
  - Победитель (4): 1911/12, 1914/15, 1968/69, 1986/87
  - Второе место (2): 1925/26, 1995/96
- Третий северный дивизион Футбольной лиги
  - Победитель: 1956/57
  - Второе место: 1955/56
- Кубок Англии
  - Обладатель: 1945/46
  - Финалист (3): 1897/98, 1898/99, 1902/03
- Суперкубок Англии
  - Обладатель: 1975
- Кубок Уотни
  - Обладатель: 1970
- Кубок Тексако
  - Обладатель: 1975
- Англо-итальянский кубок
  - Финалист: 1993